# Slightly French
Slightly French é um filme estadunidense de 1949 dirigido por Douglas Sirk, estrelando Dorothy Lamour, Don Ameche e Janis Carter. O longa-metragem é um remake de Let's Fall in Love de 1933.

## Elenco
- Dorothy Lamour .... Mary O'Leary / Rochelle Olivia
- Don Ameche .... John Gayle
- Janis Carter .... Louisa Gayle
- Willard Parker .... Douglas Hyde
- Adele Jergens .... Yvonne La Tour
- Jeanne Manet .... Nicolette